# Przegub homokinetyczny

Przegub Rzeppa z sześcioma kulami przekazującymi moment siły

Przegub homokinetyczny, synchroniczny lub równobieżny – rodzaj przegubu, w którym niezależnie od kąta wychylenia osi, część napędzająca i napędzana obracają się z tą samą prędkością kątową, czyli wzajemna prędkość kątowa jest równa zeru (nie występują pulsacje).
Do poprawnej pracy przegubu homokinetycznego wymagane są następujące warunki równobieżności:
- Wszystkie elementy przenoszące moment obrotowy muszą znajdować się w jednej płaszczyźnie określanej mianem homokinetycznej
- Płaszczyzna homokinetyczna musi zawsze dzielić kąt wychylenia przegubu na połowę
- Osie symetrii obydwu części wału powinny przecinać się dokładnie na płaszczyźnie homokinetycznej

Przykładami przegubów równobieżnych są:
- przegub dwukrzyżakowy
- przegub Birfielda
- przegub Rzeppa
- przegub Tracta
- przegub Weissa

Przeguby niespełniające warunków równobieżności to przeguby asynchroniczne, jak np. przegub Cardana.